# Carifesta
Carifesta, voluit The Caribbean Festival of Creative Arts, is een internationaal, multicultureel evenement dat sinds 1972 door landen in de Caraïben wordt georganiseerd. Het belangrijkste doel is kunstenaars, musici en schrijvers bij elkaar te brengen en hun werk te tonen of laten horen.

## Doelen
In 1972 werd het Carifesta gestart met als doel de rijkdom van Caraïbische kunst te vieren. De landen die lid zijn van de Caricom worden breed cultureel vertegenwoordigd tijdens dit festival. Met hun wortels diep in Azië, Afrika en Europa komen artiesten vanuit het gehele Caraïbische gebied bij elkaar om een scala aan beeldende kunst, muziek, literatuur en dans te tonen. De eerste editie vond plaats op de bodem van Guyana. Sinds de eerste editie, waar 31 landen aanwezig waren, heeft het festival tien keer plaatsgevonden, onder andere op Barbados, Jamaica, Cuba, Trinidad en Tobago, St. Kitts en Nevis en in Suriname.
De doelen van het festival zijn vooral gericht op het versterken van de identificatie met het Caraïbische gebied. Het creëren van een eenheid binnen het Caraïbische gebied gebeurt door onder andere verschillen tussen de culturen te belichten en het stimuleren van artiesten om op zoek te gaan naar hun identiteit en terug te keren naar hun geboorteland. Maar ook het gevoel van eenheid speelt een belangrijke rol, veel Caraïbische landen delen een geschiedenis van kolonisatie en hebben met dezelfde gevolgen te maken. Het trots zijn op de eigen cultuur wordt op deze manier groots gevierd. Door middel van symposia die plaatsvinden tijdens het Carifesta wordt er samen over de toekomst gesproken en door de kunsten worden er nieuwe onderwerpen aangesneden. Onderwerpen als hiv/aids, culturele identiteit en het behouden van de inheemse gebruiken hebben de revue al gepasseerd.

## Deelname Suriname
Vanaf de eerste editie is Suriname betrokken geweest bij het Carifesta. Zowel regisseurs (Henk Tjon, Borger Breeveld), beeldend kunstenaars (Jules Chin A Foeng), dichters (R. Dobru, Mechtelly, Bhai, Albert Mungroo), auteurs (Shrinivási, Hans Breeveld, Ismene Krishnadath), choreografen (Arthus Leuden), muziek ensembles als dansgroepen zijn afgereisd naar meerdere Carifesta locaties om Suriname te vertegenwoordigen. Voor de editie van 1981 werden Henk Tjon en Thea Doelwijt, de oprichters van het Doe-theater, benaderd om een theaterstuk te ontwerpen en daarmee Suriname te representeren tijdens vierde editie van het Carifesta op Barbados. Het stuk dat zij maakten heette rebirth. Na deze editie is Henk Tjon nauw betrokken gebleven bij het Carifesta, hij was onder meer de artistiek leider voor de afvaardiging van Suriname en heeft meerdere stukken ten tonele gebracht op het Carifesta.
In 2003 was Suriname het gastland van het festival. Door mee te doen aan dit festival is Suriname meer in contact gekomen met haar buurlanden. Want hoewel Suriname op het vasteland ligt van Zuid-Amerika, was de focus jarenlang nog steeds naar Nederland gericht. Tijdens Carifesta 2003 waren er mensen van over de gehele Cariben in Suriname.
Suriname maakt zich klaar voor een nieuwe editie op Surinaamse bodem in 2013. Minister van cultuur Stanley Sidoel is al druk in overleg. Er wordt vooral belang gehecht aan het feit dat alle culturen van Suriname worden vertegenwoordigd. In 2017 werd er meer aandacht besteed aan de verschillende culturele groepen uit de provincie Nickerie, onder andere aan de jongeren en hun bewustwordingsproces van de eigen culturele identiteit en waardering voor andere culturen.
Ook werden de mensen die veel hebben betekent door hun bijdrage aan het Caraïbische gebied bij deze editie belicht . Onder andere werd de 'Caribbean Dobru Price Poetry' uitgereikt aan de winnaars van de categorie dichten; een ode aan de dichter Dobru.

## Overzicht edities
Een vroege versie van het festival vond in 1952 plaats San Juan in Puerto Rico en een vergelijkbaar festival werd in 1958 gehouden in Trinidad en Tobago, ter viering van de oprichting van de West-Indische Federatie. Het eerste festival van de Caricom in de huidige vorm werd in 1972 gehouden in Guyana.
Elke editie heeft een eigen thema. Suriname organiseerde het festival in 2003, met het thema "Veel culturen: De essentie van saamhorigheid – De bezieling van de Cariben", en in 2013, met het thema "Cultuur voor ontwikkeling: Viering van onze diversiteit en bevordering van de centrale rol van cultuur in economische, sociale en menselijke ontwikkeling."
Hieronder volgt een overzicht van de verschillende edities:
| Editie | Jaar | Land                                                    |
| ------ | ---- | ------------------------------------------------------- |
| I      | 1972 | Guyana                                                  |
| II     | 1976 | Jamaica                                                 |
| III    | 1979 | Cuba                                                    |
| IV     | 1981 | Barbados                                                |
| V      | 1992 | Trinidad en Tobago                                      |
| VI     | 1995 | Trinidad en Tobago                                      |
| VII    | 2000 | Saint Kitts en Nevis                                    |
| VIII   | 2003 | Suriname                                                |
| IX     | 2006 | Trinidad en Tobago                                      |
| X      | 2008 | Guyana                                                  |
| -      | 2010 | Bahama's (afgelast)                                     |
| XI     | 2013 | Suriname                                                |
| XII    | 2015 | Haïti                                                   |
| XIII   | 2017 | Barbados                                                |
| XIV    | 2019 | Trinidad en Tobago                                      |
| -      | 2021 | Antigua en Barbuda (afgelast vanwege de coronapandemie) |
| XV     | 2025 | Barbados                                                |